# Willie Davis (baseball)
Pour les articles homonymes, voir Willie Davis et Davis.
 (septembre 2020).
Si vous disposez d'ouvrages ou d'articles de référence ou si vous connaissez des sites web de qualité traitant du thème abordé ici, merci de compléter l'article en donnant les références utiles à sa vérifiabilité et en les liant à la section « Notes et références ».
Willie Davis, né le 15 avril 1940 à Mineral Springs en Arkansas, et mort le 9 mars 2010 à Burbank en Californie, est un joueur de baseball qui a passé la majeure partie de sa carrière comme champ centre avec les Dodgers de Los Angeles. Il a pris part à la conquête de la Série mondiale en 1963 et 1965, et il a été sélectionné sur les équipes d'étoiles en 1971 et 1973. 

## Carrière
Willie Davis s'est joint aux Dodgers à l'âge de 20 ans. La saison suivante, il a succédé à Duke Snider au champ centre, qu'il a patrouillé pendant 13 saisons. Il s'est imposé au cours des années 1960 comme l'un des joueurs les plus rapides du baseball majeur, totalisant 20 buts volés ou plus pendant 11 saisons d'affilée, avec un sommet personnel de 42 en 1964. En 1969, il a terminé la saison avec une moyenne au bâton de 0,311, sa plus élevée en carrière.
En décembre 1973, Davis a été échangé aux Expos de Montréal en retour du lanceur Mike Marshall. Après une saison à Montréal, il a porté les couleurs des Rangers du Texas, des Cardinals de Saint-Louis et des Padres de San Diego, avant d'évoluer avec des équipes japonaises en 1977 et 1978. Il a complété sa carrière dans le baseball majeur la saison suivante avec les Angels de la Californie.  